# مدبغة بوصاصو
مدبغة بوصاصو هي مدبغة يقع مقرها الرئيسي في مدينة بوصاصو العاصمة التجارية لولاية بونتلاند المتمتعة بالحكم الذاتي في شمال شرق الصومال.

## الخدمات والتصنيع

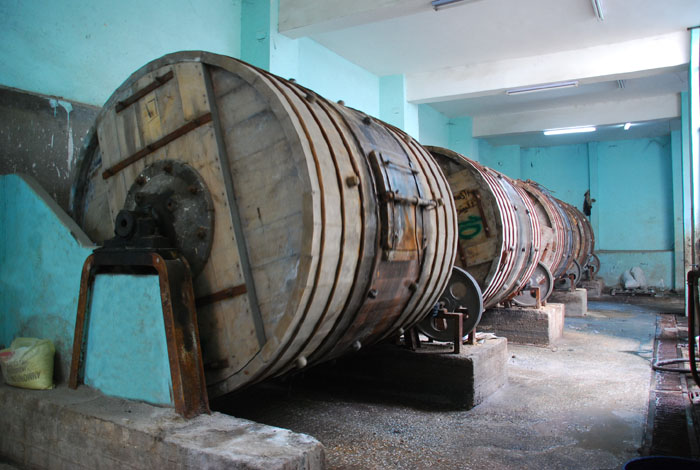
آلات في ورشة بوصاصو للدباغة.

يتركز نشاط مدبغة بوصاصو في دباغة الجلود وتصديرها، وبالأخص جلود الأغنام والماعز والجمال، وتُصدّر أحد أجود أنواع الجلود الطبيعية في القارة الإفريقية.
تعالج مدبغة بوصاصو نوعين من الجلود الكبيرة والصغيرة، وتستخدم المواد الكيميائية الطبيعية في العملية.
في المجموع، تصل عدد الجلود المدبوغة يوميا 5000 قطعة متفردة، و 300 قطعة منجلود الإبل.
في عام 2012 اتجهت الشركة نحو إنتاج الجلود الجاهزة للتصدير إلى الشرق الأوسط.

## التصدير
تشحن مدبغة بوصاصو بضائعها من بوصاصو إلى الشرق الأوسط، و تستغرق الشحنة حوالي سبعة أيام للوصول إلى دبي، ومن هناك يتم تصديرها مرة أخرى باقي أنحاء العالم.
يتم تصدير ما يزيد عن 90.000 طن من الجلود المدبوغة سنويًا إلى إثيوبيا وتركيا وباكستان والهند والصين وإيطاليا، كما يتم تصدير جلود الإبل الخام وجلود الأغنام والماعز إلى دولة الإمارات العربية المتحدة.
يتم تصدير الجلود الزرقاء الرطبة إلى الشرق الأوسط وأجزاء مختلفة من أوروبا، بما فيها إسبانيا وألمانيا.

## الإدارة
مدبغة بوصاصو هي شركة يملكها تجار محليون، ويعمل فيها ما يزيد عن 1000 عامل ولديها 106 فرعًا في جميع أنحاء ولاية بونتلاند.
محمد ديري حسين هو المدير التنفيذي والمساهم الأبرز في الشركة.

## روابط خارجية
- أعمال الخليج - مدبغة بوصاصو